# Leonie Nichols
Leonie Nichols (* 19. März 1979 in Sydney, Australien) ist eine ehemalige australische Synchronschwimmerin, die an den Olympischen Sommerspielen 2004 in Athen teilnahm.

## Karriere

### Olympische Spiele
Bei den Olympischen Sommerspielen 2004 gehörte Nichols zum Aufgebot der australischen Mannschaft und nahm am 23. und 24. August 2004 im Duett zusammen mit Amanda Laird an der Qualifikation für den olympischen Finalwettkampf teil. Sie belegten den 24. Platz mit einer Gesamtwertung von 77,751 Punkten, wobei die technische Kür mit 38,917 Punkten und die freie Kür mit 38,834 Punkten bewertet wurden. Mit diesem Ergebnis konnten sie sich nicht für das Finale qualifizieren.

### Weltmeisterschaften
Nichols nahm an den 10. Schwimmweltmeisterschaften 2003 in Barcelona am Synchronschwimmen im Duett teil. In ihrem Wettkampf am 15. Juli 2003 erzielte sie im Piscina Municipal de Montjuïc einem Schwimmbad an der Multifunktionsarena Palau Sant Jordi eine Gesamtwertung von 77,2500 Punkten und belegte den 25. Platz.